# Stephen Sikder
Stephen A. Sikder (* 22. Oktober 1966 in Esslingen am Neckar) ist ein deutsch-indischer Schauspieler, Casting Director und Politiker (CSU).

## Leben
Nach seinem Abitur 1985 besuchte er von 1985 bis 1987 in München die Schauspielschule Zerboni und anschließend erhielt er in New York Unterricht von Uta Hagen und Herbert Berghof am Schauspielerausbildungsinstitut HB Studio.
Seit 1992 arbeitet Sikder in verschiedenen Funktionen in der Film- und TV-Produktion, u. a. als Verleihkoordinator für die Kinofilme Moondance und Es lebe unsere DDR. Seit 1994 ist er als Casting-Director für Kino und Fernsehen tätig und gründete zu diesem Zweck 1995 seine Firma Dream Team Munich. Er besetzte über 100 Produktionen, darunter das internationale Kinoprojekt The Trapp Family - A Life of Music, die Rosamunde-Pilcher-Reihe und die Barbara-Wood-Filme für das ZDF, sowie zahlreiche Filme und Fernsehserien, darunter internationale Koproduktionen wie Die Muschelsucher, Vier Jahreszeiten oder die ZDF-Neuverfilmung des Fernseh-Klassikers Der Seewolf.
Als Schauspieler wurde Stephen A. Sikder einem breiteren Fernsehpublikum 2003 bekannt durch seine Darstellung des Rashid Daruwalla in der Fernsehserie Lindenstraße. Im Schweizer Kinofilm Sternenberg (2004) spielte Stephen A. Sikder den Kinderarzt Babu Sivaganeshan. Sternenberg wurde zum erfolgreichsten Kinofilm des Jahres in der Schweiz und war für den Schweizer Filmpreis nominiert.
Weitere Gastrollen übernahm er u. a. in Lotta in Love, Die Rote Meile und Schulmädchen, in Sharon von Wietersheims Supersingle, in Heinrich Breloers Speer und er, in Detlef Bothes Meine Frau, meine Freunde und ich, in Rainer Matsutanis Damals warst du still und Jurij Kösters Das Kreuz mit der Schrift, sowie in der ARD-Serie Sturm der Liebe. Im Kino trat er in Simon Verhoevens 100 Pro als Nachtschwärmer auf. Man konnte ihn auch als Pressesprecher der WHO in dem ProSieben-Dokuspielfilm Die Killergrippe sehen.
2010/2011 war er als einer der Hauptdarsteller der Sitcom Ein Haus voller Töchter auf Das Vierte zu sehen.
Gastrollen spielte er darüber hinaus im Tatort-Mord ex Machina (2018), dem Kinofilm Immenhof-Das Abenteuer eines Sommers (2018), dem TV-Film Soko-Der Countdown (2019), sowie in TV-Serien, u. a. Pan Tau (2019) und Racko (2020). Er gehört außerdem dem Comedy-Ensemble der BR-Reihe Fraueng’schichten (seit 2019) an. 2021 war er erstmals im Hauptcast der Serie Das Internat (2021) auf Joyn zu sehen.
Am Theater arbeitete er u. a. mit Cordula Trantow (Romeo und Julia, Ein Sommernachtstraum, Momo, Nathan der Weise), Kurt Weinzierl (Hias) und Uwe Niesig (Liebe und Tod, Jedermann).
Von 2008 bis 2022 gehörte er dem Vorstand des Castingverbands BVC an, für den er auch die Podiumsdiskussionen im Rahmen des Filmfests München moderiert. Er co-initiierte außerdem die Peugeot-BVC-Castingnights. Außerdem ist er Mitglied der Deutschen Akademie für Fernsehen (DAfF).
Stephen A. Sikder heiratete 2006 die Schauspielerin Kerstin Näfe (Künstlername Kristin Naefe). Im März 2010 kam Sohn Maurice zur Welt.

## Politik
Seit 2012 engagiert sich Sikder für die CSU und kandidierte bei den Kommunalwahlen in München am 16. März 2014 für den Bezirksausschuss Trudering-Riem, erreichte aber im ersten Anlauf nicht genügend Stimmen.
Im Oktober 2015 konnte er dann als Nachrücker sein Mandat für den Bezirksausschuss München-Trudering-Riem (BA-15) antreten. Seit März 2015 gehört er außerdem dem CSU-Ortsvorstand Waldtrudering an. Er engagiert sich darüber hinaus im Wirtschaftsbeirat Bayern.
Im März 2019 wurde Stephen A. Sikder zum Ortsvorsitzenden der CSU Waldtrudering gewählt, im Mai 2019 darüber hinaus zum stellvertretenden Kreisvorsitzenden der CSU-München-Ost.
Bei der Kommunalwahl am 15. März 2020 kandidierte er für den Münchner Stadtrat, wurde aber aufgrund der schlechten Listenplatzierung (Platz 42) nicht gewählt. Er wurde jedoch erneut in den Bezirksausschuss 15 Trudering-Riem gewählt und ist dort seit Beginn der neuen Sitzungsperiode im Mai 2020 neuer Fraktionssprecher der CSU.
Ebenfalls im Frühjahr 2019 wurde er außerdem zum stellvertretenden Vorsitzenden der CSU-Filmkommission berufen. Seit Ende 2021 ist er Co-Vorsitzender dieses Gremiums, das u. a. die Bayerische Staatsregierung berät. Für die Filmkommission moderiert er die Filmpolitischen Debatten via CSU live.

## Filmografie (Auswahl)
- 2018: Tatort: Mord ex Machina
- 2019: Immenhof – Das Abenteuer eines Sommers
- 2019: Pan Tau
- 2019: Fraueng’schichten
- 2019: Racko – Ein Hund für alle Fälle
- 2020: Soko-Der Countdown
- 2020: Fraueng’schichten
- 2021: Das Internat